# Siegmund Vieheuser
Siegmund Vieheuser (auch Viehauser, Viehäuser) (* um 1545 in Landau; † 23. April 1587 auf Oberlauterbach) war Reichsvizekanzler des Heiligen Römischen Reiches.

## Leben
Viehauser stammte aus einem Bürgergeschlecht aus Landau. Er studierte ab 1552 Rechtswissenschaften in Ingolstadt und Freiburg im Breisgau. Im Jahr 1560 legte er seine Promotion ab.
Zwischen 1561 und 1566 war er Hofrat des Herzogtums Bayern. Er vertrat das Land auch auf dem Konzil von Trient. Ab 1567 war er Assessor am Reichskammergericht als Vertreter des bayerischen Kreises. Im Jahr 1572 wurde er Reichshofrat und 1576 geheimer kaiserlicher Rat. Von 1576 bis 1586 war er Reichsvizekanzler.
Er erwarb in den 1580er Jahren das Wasserschloss Oberlauterbach, wo er 1587 starb.